# Jesuitenkirche (Bratislava)

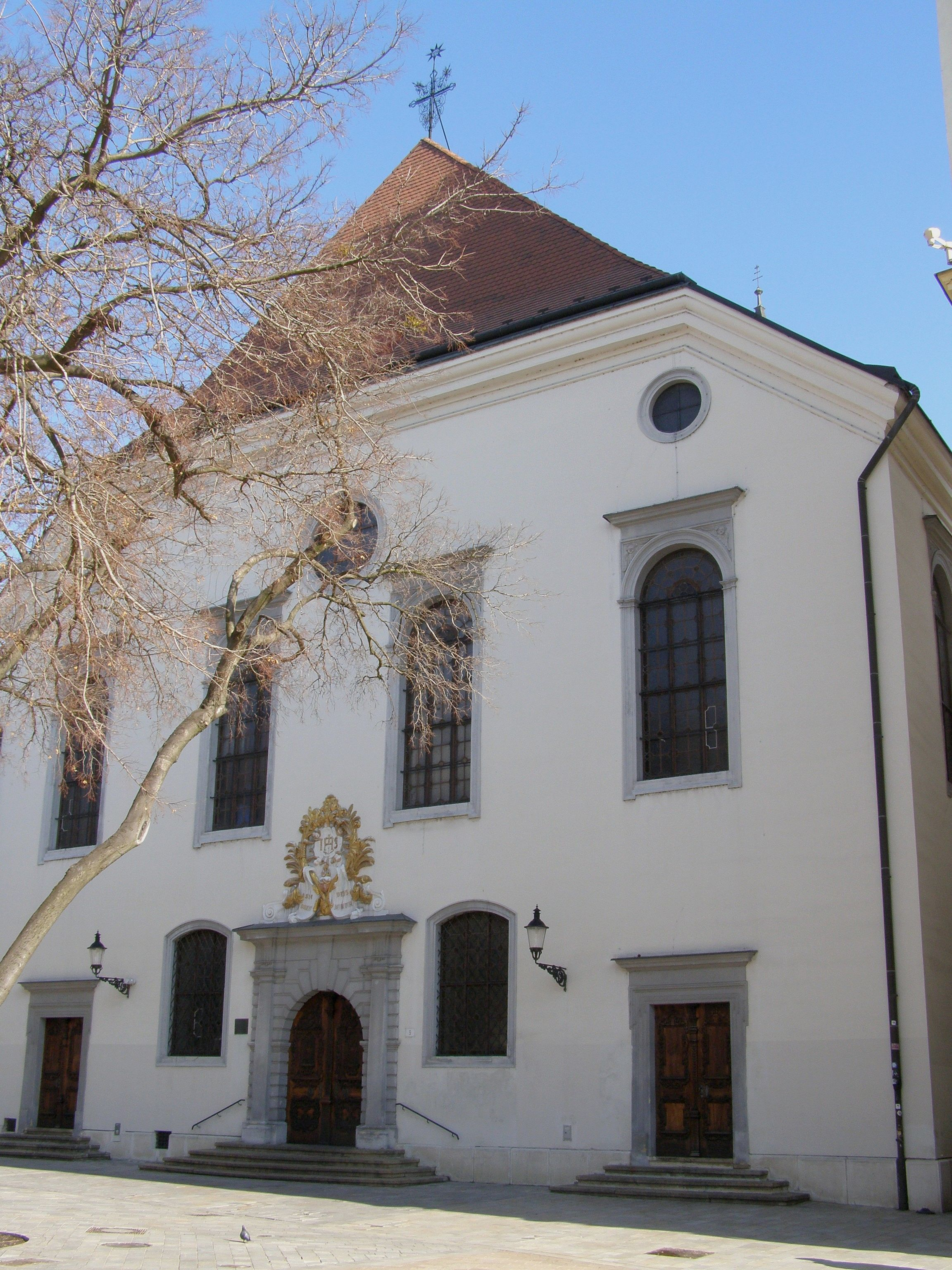
Vorderansicht der Jesuitenkirche

Die Jesuitenkirche (slowakisch Kostol jezuitov) ist eine römisch-katholische Kirche in der slowakischen Hauptstadt Bratislava. Sie befindet sich in der Altstadt, am Franziskanerplatz Nr. 4, gleich gegenüber dem Alten Rathaus an der Ecke des Hauptplatzes. Sie ist dem Heiligsten Erlöser geweiht, deshalb wird sie auch Erlöserkirche oder Salvatorkirche (slowakisch Kostol Najsvätejšieho Spasiteľa) genannt.

## Geschichte

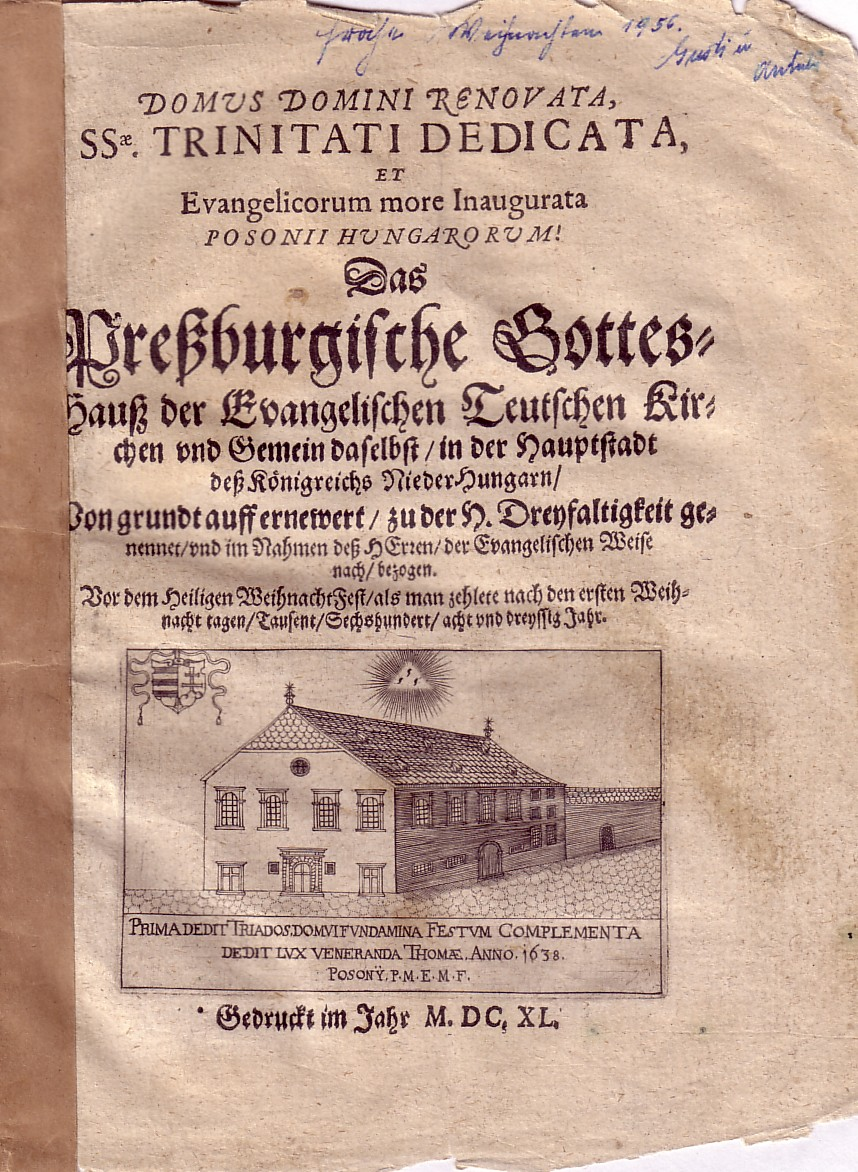
Festschrift zur Einweihung der ersten evangelischen Kirche in Preßburg

Die Kirche wurde in Form eines evangelischen Bethauses zwischen 1636 und 1638 an Stelle des ehemaligen „Armbruster’schen Hauses“ errichtet. Mit der Bauausführung wurde der aus Augsburg stammende Baumeister Hans Stoss betraut, welcher ein schlichtes Gebäude im Stil der Spät-Renaissance entwarf. Es mussten strenge Baukriterien berücksichtigt werden. Das Gebäude durfte nicht das Aussehen eines sakralen Baus haben und ebenfalls war der Bau eines Kirchturms untersagt. Nach drei Jahren Bauzeit konnte am 18. Dezember 1638 der aus Augsburg stammende Theologe mit internationaler Bedeutung, Josua Wegelin (1604–1640), der Elfte in der Ahnenreihe der Pfarrherren der Deutschen Evangelischen Kirchengemeinde A. B., für das neue Bethaus neben dem Preßburger Rathaus die erste Dankpredigt für die glückliche Vollendung des Kirchenbaues halten. Die feierliche Konsekration erfolgte im Rahmen eines zweitägigen Kirchweihfestes am 21. Dezember 1638. Josua Wegelin der Senior der Gemeinde weihte das Gotteshaus auf dem Namen der Heiligen Dreifaltigkeit und er hielt auch die Festpredigt. Damit hatten die Deutschen Evangelischen Preßburgs einen der Höhenpunkte ihrer Existenz in jener Zeit erreicht. Mit der Konsekration dieses Gotteshauses begann die erste Blütezeit der Preßburger evangelischen Kirchengemeinde. Die Baukosten beliefen sich auf 22.925 Taler.

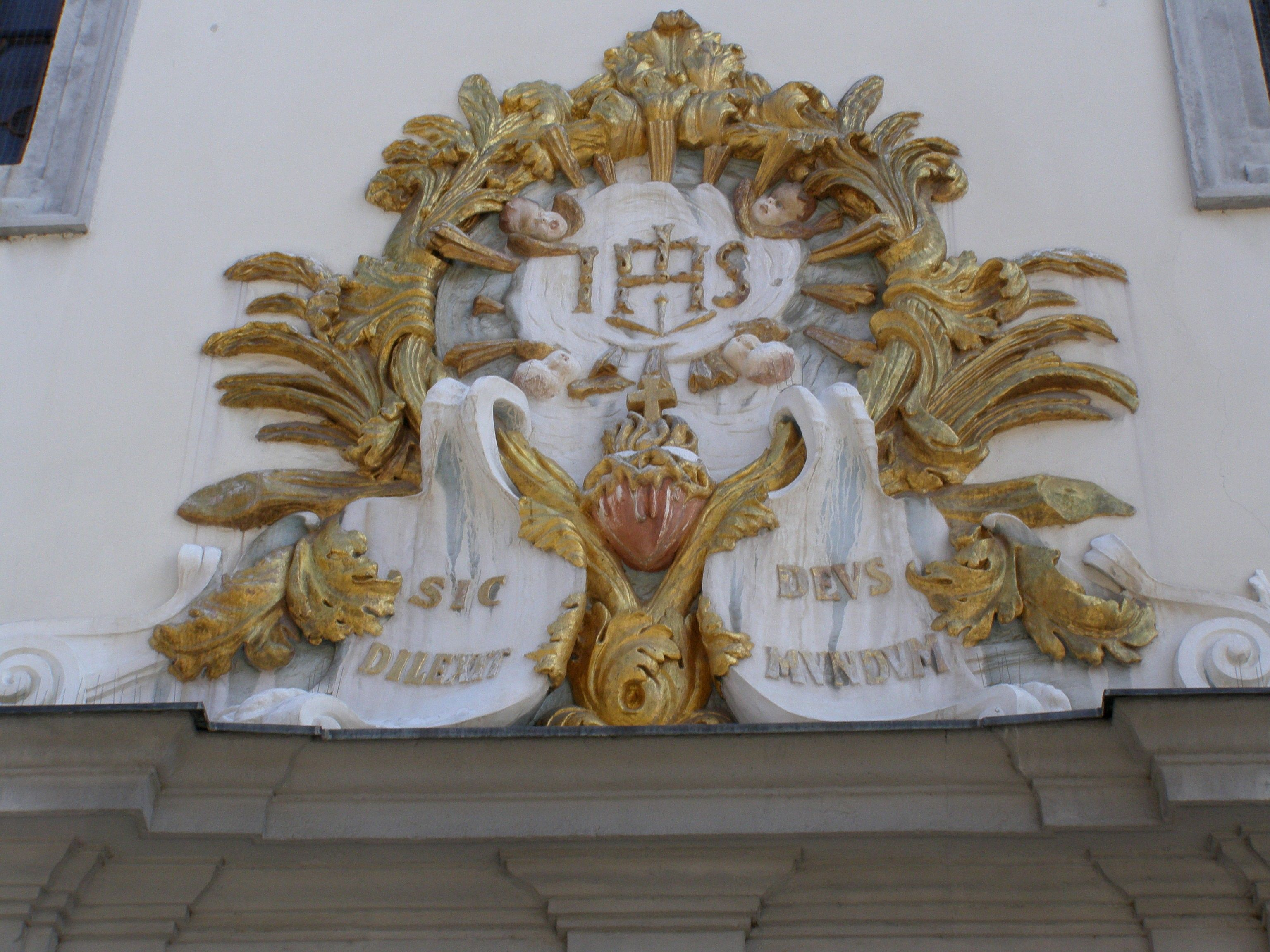
Relief des Jesuitenwappens am Eingangsportal

1672, kurz nach der Aufdeckung und Niederschlagung der Wesselényischen Verschwörung, mussten die evangelischen Gläubigen auf Anordnung des Erzbischofs von Gran und Primas von Ungarn György Szelepcsényi die Kirche an die Jesuiten übergeben, die die Emporen entfernten und der Kirche im Inneren eine reiche barocke Ausstattung gaben. Das Äußere blieb hingegen bis auf das Portal und den Dachreiter (1673 fertiggestellt) weitgehend unberührt. Nach der Aufhebung des Jesuitenordens im Jahr 1773 kam die Kirche an die Stadtverwaltung und diente zeitweilig als Hofkirche des Statthalters Albert von Sachsen-Teschen. 1855 wurde die Kirche an die Jesuiten zurückgegeben. In den 1950er Jahren enteigneten die kommunistischen Machthaber der Tschechoslowakei die Kirche den Jesuitenorden und sie diente als einfache Pfarrkirche. Erst nach der Samtenen Revolution im Jahre 1989 erhielt der Jesuitenorden die Kirche wieder zurück.

## Ausstattung

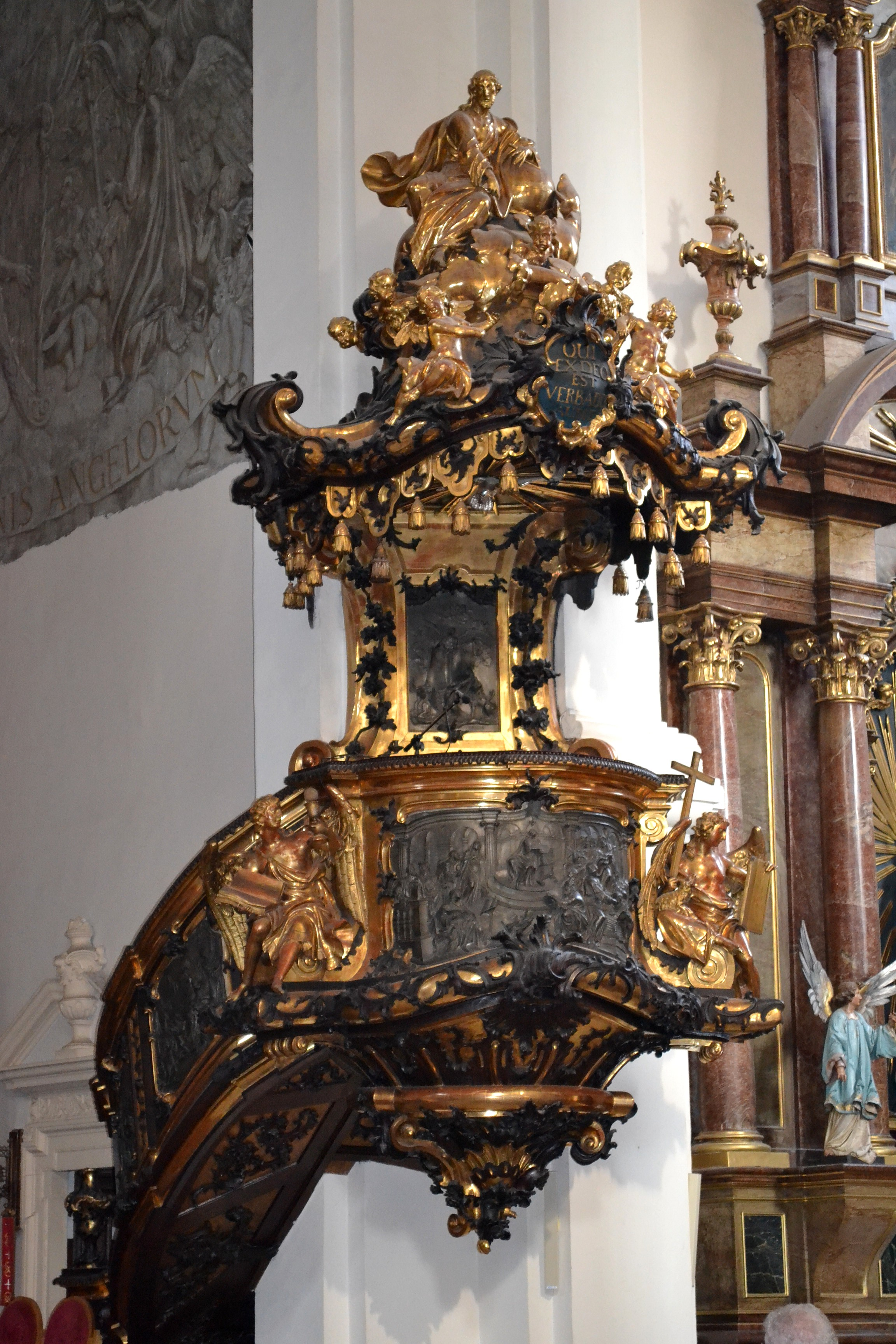
Kanzel aus dem Jahr 1753

Das Innere der Kirche ist im Barockstil gestaltet, mit einigen Teilen im Rokokostil. Der Hauptaltar stammt aus dem späten 19. Jahrhundert und wird von einem Gemälde, das die Verklärung des Herrn am Berg Tabor zeigt, geziert. Sehenswert ist zudem die Kanzel aus dem Jahr 1753 und der Franz-Xaver-Seitenaltar.
In der Kirche ist zudem der Kardinal, Erzbischof von Gran und Primas von Ungarn Leopold Karl von Kollonitsch bestattet.
Siehe auch Artikel: Deutsche evangelische Kirchengemeinde A. B. zu Preßburg

## Orgel
Die Orgel wurde 1924 von der Firma Rieger Orgelbau als opus 2273 gebaut. Die Disposition lautet wie folgt:
| I Hauptwerk C–f3 |       |
| Bourdon          | 16′   |
| Principal        | 8′    |
| Gamba            | 8′    |
| Harmonieflöte    | 8′    |
| Gedackt          | 8'    |
| Octave           | 4′    |
| Flöte            | 4′    |
| Quinte           | 2 ⁄3′ |
| Superoctave      | 2′    |
| Kornett III–V    | 2 ⁄3′ |
| Mixtur IV        | 2′    |
| Trompete         | 8′    |
| Tremolo          |       |

| II Schwellwerk C–f3 |                     |
| Rohrflöte           | 8′                  |
| Geigenprincipal     | 8′                  |
| Salicional          | 8′                  |
| Quintadena          | 8′                  |
| Octave              | 4′                  |
| Lieblich Gedackt    | 4′                  |
| Weitquinte          | 2 ⁄3′               |
| Flageolett          | 2′                  |
| Quinta minor        | 1 ⁄3′               |
| Sedecima            | 1′                  |
| Mixtur VI           | 1′                  |
| Klarinette          | 8′ (durchschlagend) |
| Tremolo             |                     |

| III Schwellwerk C–f3 |        |
| Quintadena           | 16′    |
| Principal            | 8′     |
| Spitzgambe           | 8′     |
| Portunalflöte        | 8′     |
| Octave               | 4′     |
| Spitzflöte           | 4′     |
| Nasard               | 2 ⁄3′  |
| Nachthorn            | 2′     |
| Terz                 | 1 3⁄5′ |
| Cymbel III           | 1′     |
| Mixtur III–V         | 2′     |
| Trompette harmonique | 8′     |
| Oboe                 | 8′     |
| Clairon              | 4′     |

| Pedal C–f1   |        |
| Principal    | 16′    |
| Violon       | 16′    |
| Subbass      | 16′    |
| Quintgedackt | 5 1⁄3′ |
| Cello        | 8′     |
| Octavbaß     | 8′     |
| Choralflöte  | 8′     |
| Posaune      | 16′    |
| Basstrompete | 8′     |
| Clairon      | 4′     |

- Spieltraktur: pneumatisch; Registertraktur: pneumatisch
- Koppeln:
  - Normalkoppeln: II/I, III/I, III/II, I/P, II/P, III/P
  - Superoktavkoppeln: Super II, Super II/I, Super III, Super III/I, Super III/II, Super III/P
  - Suboktavkoppeln: Sub II/I, Sub III, Sub III/I
- Spielhilfen: 2 freie Kombinationen (werkweise Ansteuerung aus je einer Kombination möglich) Tutti, Zungen ab, Crescendowalze